# 斯普林阿伯鎮區 (密歇根州)
斯普林阿伯鎮區（英語：Spring Arbor Township）是位於美國密歇根州傑克遜縣的一個行政鎮區。

## 地方資料
斯普林阿伯鎮區的面積為92.60平方千米，當中陸地面積為90.90平方千米，而水域面積為1.70平方千米。根據2020年美國人口普查的數據，當地共有人口8530人，而人口密度為每平方千米92.12人。